# He 115水上轟炸機
亨克爾 He 115，是水上轟炸機，是第二次世界大戰時期納粹德國空軍的一款具有3個座位的水上飛機。它可當作魚雷轟炸機使用，也可以執行一般水上飛機的任務，例如偵察、佈放水雷。

## 歷史
1935年納粹德國公開要重整軍備，1936年3月納粹德國空軍要有新式水上轟炸機，要求此水上轟炸機除了能運載各式炸彈和魚雷之外，還要有遠航程去執行海上偵察，當時有亨克爾的He 115和漢堡飛機製造廠的Ha 140投標，雖然兩者表現是不相上下但由於Ha 140的原型機發生嚴重事故而He 115的原型機卻在1938年3月20日的一次試飛當中打破了8項水上飛機的飛行記錄，從而令He 115勝出

## 主要機型
- He 115V1：He 115的原型機
- He 115A1：德國空軍的初期型

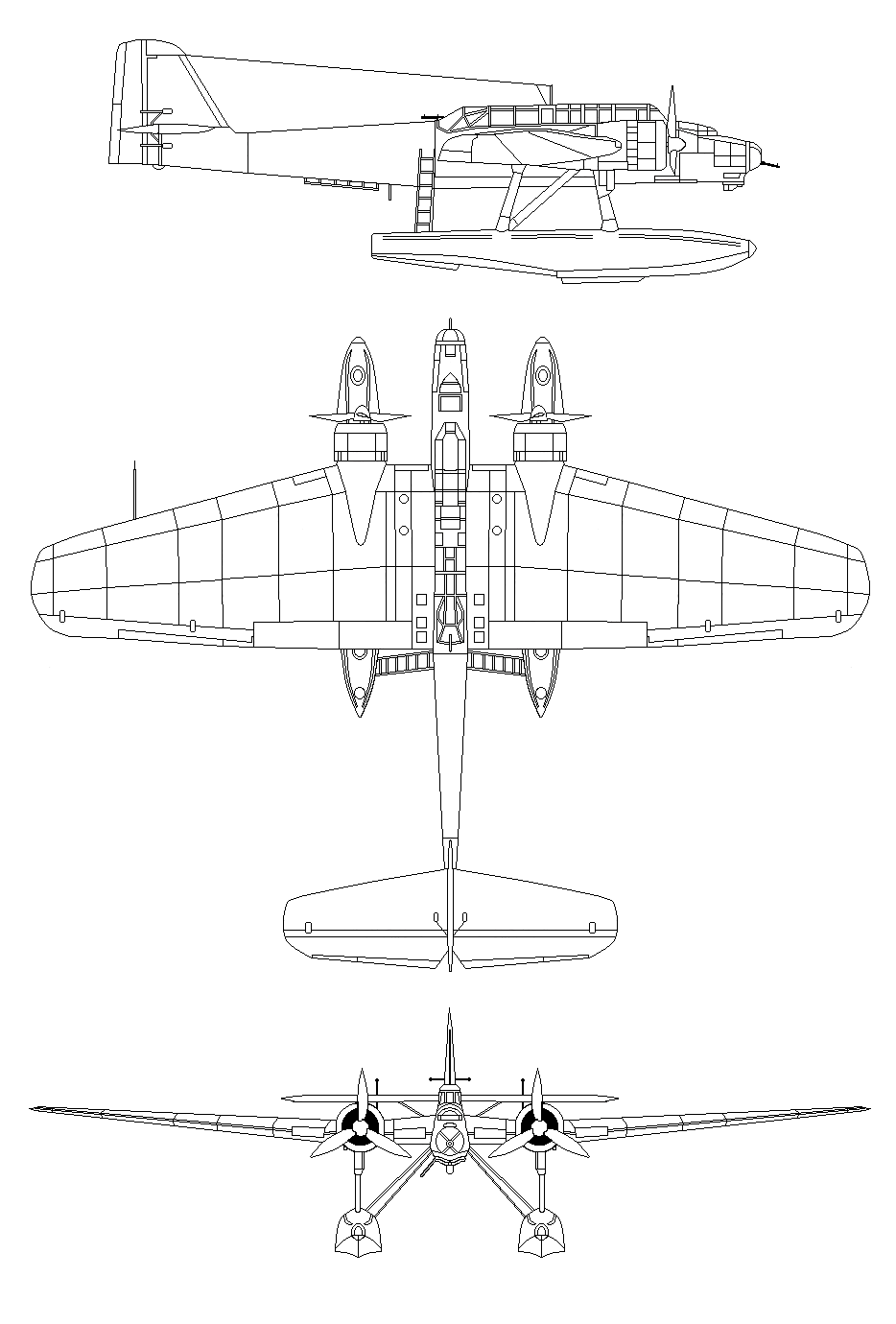
He 115水上轟炸機三視圖

- He 115A2：He 115A1的出口型，在無線電，轟炸瞄準器和自衛火器方面和德國自用的不同
- He 115B1：增加燃料量和可載1000公斤磁性水雷
- He 115C：強化浮舟結構並可佈放水雷
- He 115D：以1,560匹馬力的BMW801C發動機作動力
- He 115E1：D型的武裝強化型

## 基本資料
- 乘員:3人(駕駛，投彈員和後部機槍手)
- 機長:17.3米
- 翼展:22.28米
- 機高:6.6米
- 空重:5,290公斤
- 最重:10,400公斤
- 最快速度:327公里/小時
- 航程:3,347公里
- 昇限:5,200米
- 發動機:兩部BMW132K風冷式發動機(865匹馬力)
- 武裝:機頭和機身後方各有一挺7.62毫米口徑MG 15機槍+1,420公斤炸彈或800公斤魚雷

## 實戰
1939年He 115的原型機He 115V1曾試圖飛越大西洋到達南美洲但在途中不幸失事，同年9月德國空軍第106海岸飛行大隊接收首批He 115A1，瑞典和挪威也各買了12架He 115A2，1940年德軍入侵挪威時雙方都有用He 115參戰，德國空軍第106海岸飛行大隊的一隊He 115B1奉命去攻擊在納爾維克的盟軍但無功而回，在回航時更有2架He 115B1因燃料不足而緊急降落後被挪威軍捕獲，4月17日，一隊德軍He 115C奉命去搜索一隊前來參戰的英國艦隊，之後大量德國空軍轟炸機來到並炸傷了一艘英國驅逐艦，5月15日，挪威的He 115A2炸毀了一隊停在地面的德國空軍Ju 52運輸機，挪威戰役最後以德軍完全佔領挪威而結束，德軍的He 115進駐挪威而挪威原本的He 115也被德軍所用，繼續在北大西洋從事通商破壞戰，偵察和攻擊支援英國的船隊，例如在1942年7月德國空軍的He 115曾攻擊編號PQ17的美國船隊，He 115在德國空軍使用至1945年5月歐戰結束

## 使用國家

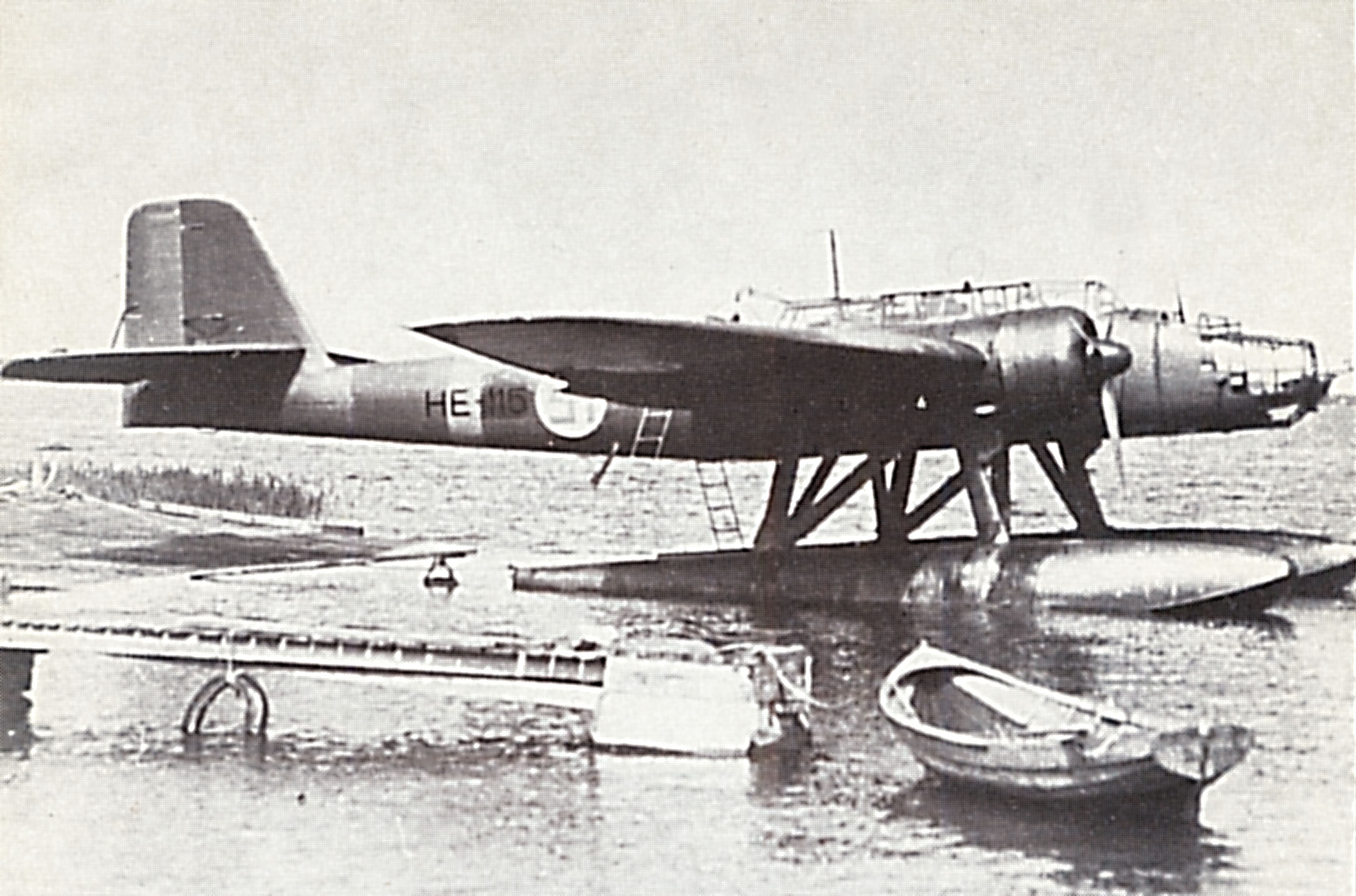
芬蘭空軍的He 115

- 德国
- 芬兰
- 保加利亚
- 挪威
- 瑞典
- 英国